# دین بلانتون
دین بلانتون (انگلیسی: Dain Blanton؛ زادهٔ november ۲۸, ۱۹۷۱ (۵۳ سال) در در لاگونا بیچ، کالیفرنیا) بازیکن والیبال ساحلی اهل ایالات متحده آمریکا است.
او مدال طلا المپیک ۲۰۰۰ را همراه با اریک فونوایمونا در قالب تیم ملی آمریکا به دست آورده است.